# Silvano Signori

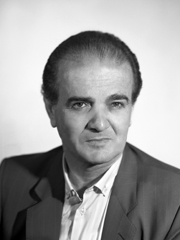
Silvano Signori

Silvano Signori (4 de dezembro de 1929 - 17 de fevereiro de 2003), conhecido também como o tal de Nori, foi um político italiano que serviu como senador por cinco legislaturas (1972–1992) e subsecretário de Estado para a Defesa nos governos de Craxi I e Craxi II.